# Sveti Viligis
Sveti Viligis, od leta 975 do svoje smrti nadškof v Mainzu in državnik Svetega rimskega cesarstva, * okoli leta 940, † 23. februar 1011.